# Långtjärnen (Sorsele socken, Lappland, 726367-156330)
Långtjärnen är en sjö i Sorsele kommun i Lappland och ingår i Umeälvens huvudavrinningsområde. Sjön har en area på 0,102 kvadratkilometer och ligger 497,4 meter över havet.

## Delavrinningsområde
Långtjärnen ingår i det delavrinningsområde (726387-156403) som SMHI kallar för Inloppet i Vatjoträsket. Medelhöjden är 542 meter över havet och ytan är 1,93 kvadratkilometer. Det finns inga avrinningsområden uppströms utan avrinningsområdet är högsta punkten. Vattendraget som avvattnar avrinningsområdet har biflödesordning 3, vilket innebär att vattnet flödar genom totalt 3 vattendrag innan det når havet efter 304 kilometer. Avrinningsområdet består mestadels av skog (94 procent). Avrinningsområdet har 0,1 kvadratkilometer vattenytor vilket ger det en sjöprocent på 5,3 procent.